# Каштелу-Менду
Каштелу-Менду (порт. Castelo Mendo) — район (фрегезия) в Португалии, входит в округ Гуарда. Является составной частью муниципалитета Алмейда. По старому административному делению входил в провинцию Бейра-Алта. Входит в экономико-статистический субрегион Бейра-Интериор-Норте, который входит в Центральный регион. Население составляет 134 человека на 2001 год. Занимает площадь 23,26 км².
Покровителем района считается Апостол Пётр (порт. São Pedro).